# Klara Grüger

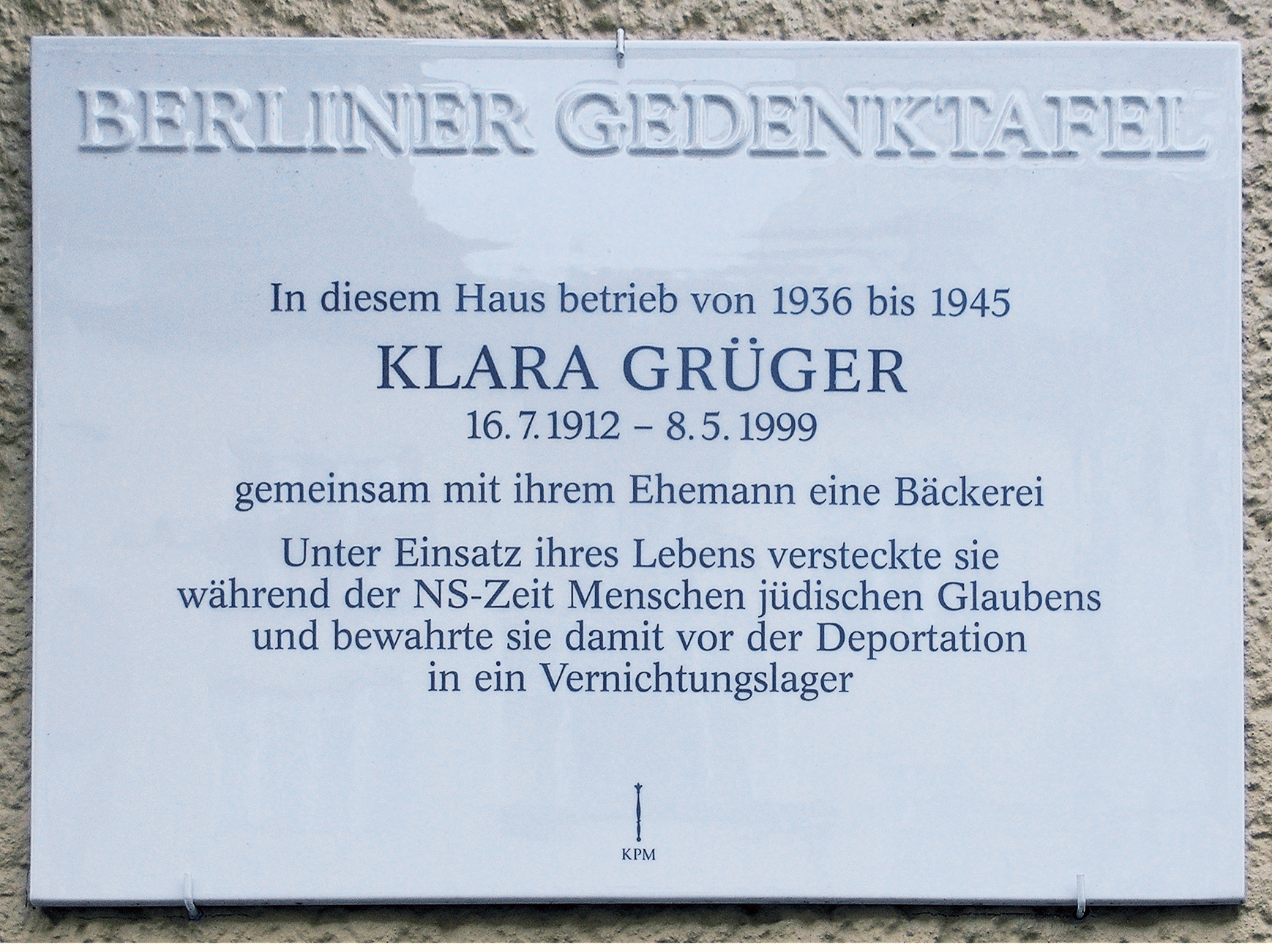
Gedenktafel für Klara Grüger am Haus Droysenstraße 10 a in Berlin

Klara Grüger (geborene  Mandalka; in zweiter Ehe verheiratete Münzer; * 16. Juli 1912 in  Kandrzin (Oberschlesien); † 8. Mai 1999 in Berlin) war eine deutsche Gerechte unter den Völkern. In der Zeit des Nationalsozialismus versteckte sie zweieinhalb Jahre lang den jüdischen Rechtsanwalt Hans Münzer in ihrer Wohnung.

## Leben
Klara Mandalka war die Tochter eines Lokomotivführers. Sie hatte vier ältere Geschwister, drei Brüder und eine Schwester. Sie wurde katholisch erzogen und besuchte nach der Grundschule für zwei Jahre eine Haushaltsschule in  Gleiwitz. Als 14-Jährige kam sie zum ersten Mal nach Berlin und hoffte, dort als Servierfräulein arbeiten zu können. In dieser Zeit lebte sie bei einer Tante, die Witwe war. Eine Arbeitserlaubnis erhielt sie nicht, weil sie nicht in der Stadt gemeldet war.
1936 heiratete sie den Bäckermeister Ernst Grüger. Zusammen betrieben sie eine Bäckerei in der Droysenstraße in Berlin-Charlottenburg. In der Zeit des Nationalsozialismus bediente sie auch Juden, nachdem diesen Beschränkungen auferlegt worden waren und sie etwa kein Weißbrot erhalten oder zu bestimmten Tageszeiten nicht einkaufen durften. Sie kümmerte sich nicht darum und wurde denunziert, konnte jedoch Folgen abwenden. Sie und ihr Mann halfen weiter, auch nachdem ihnen im Anschluss von Kontrollen ein Bußgeld in Höhe von 1200 Reichsmark auferlegt worden war.
Ihr Mann wurde 1941 wegen Wehrkraftzersetzung zu 18 Monaten Haft verurteilt; von der Strafe saß er zwölf Monate ab. Er hatte einen Feldwebel bestochen, damit sein Geselle Hanno Günther vom Militärdienst zurückgestellt wurde. Auch Klara Grüger wurde zu einem Jahr Haft verurteilt. Ihre Strafe wurde zur Bewährung ausgesetzt, damit sie die Bäckerei weiterbetreiben konnte. Hanno Günther wurde 1942 in der Justizvollzugsanstalt Plötzensee hingerichtet.
Im Winter 1944 überbrachte ihr Inge Deutschkron einen Koffer voll Waren, die von einem Schwarzmarkthändler stammten, der deportiert worden war. Sie erfuhr, dass Inge Deutschkron Jüdin war, und unterstützte sie und deren Mutter, indem sie Unterschriften fälschte, damit sie an Lebensmittelkarten herankamen.
Sie half weiteren Juden, so vier jungen Männern, die sie im Keller des Hauses Droysenstraße 7 unterbrachte, wo sie der Portiersfrau halfen. Die Vier überlebten den Krieg. Außerdem versorgte sie russische Kriegsgefangene.
Die Ehe mit Ernst Grüger wurde geschieden. Nach Ende des Zweiten Weltkriegs heiratete sie den Rechtsanwalt Hans Münzer.
1986 wurde Klara Münzer  als Gerechte unter den Völkern ausgezeichnet. Sie starb 1999. 2008 wurde am Haus 10 a der Droysenstraße in Anwesenheit von Inge Deutschkron eine Gedenktafel für Klara Grüger enthüllt.